# Oliwki (ślimaki)
Oliwki (Olividae) – rodzina niezbyt dużych ślimaków morskich z rzędu Neogastropoda, o często atrakcyjnie ubarwionych muszlach. Są one gładkie i zwykle błyszczące, wysokości 1–10 cm. Mało zróżnicowane kształtem, którym przypominają owoce oliwki (stąd nazwa rodziny), mają w zamian bardzo urozmaicone kolory i rysunek. Ostatni, największy skręt, zakończony niewiele krótszym niż sama muszla szczelinowatym otworem, zasłania niemal zupełnie pozostałe skręty, częściowo widoczne jedynie w pobliżu wierzchołka.
Rodzina ta, choć rozprzestrzeniona od strefy gorącej po umiarkowaną, jest ogólnie ciepłolubna – liczba gatunków rośnie w miarę zbliżania się do równika. Oliwki zamieszkują dość płytkie dno, a preferowanym przez nie siedliskiem są rafy koralowe.
Dzięki swojej dekoracyjności muszle tych ślimaków były tradycyjnym surowcem do wytwarzania ozdób, np. naszyjników. Obecnie często zbierane są do kolekcji.

## Podział systematyczny

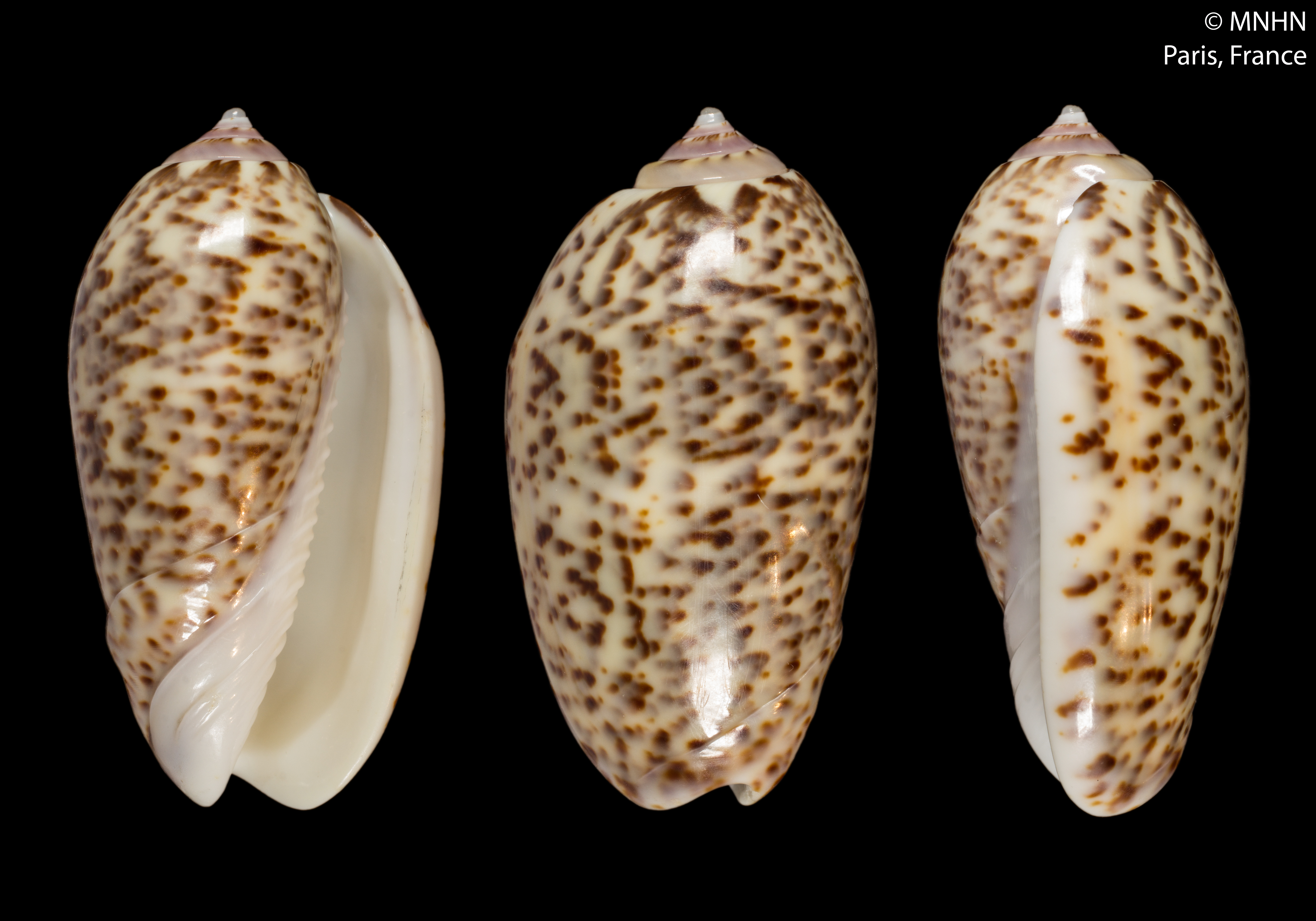
Muszla Oliva julieta

W 2017 roku w oparciu o badania filogenetyczne dokonano rewizji rodziny Olividae, wydzielając część rodzajów do osobnych rodzin Ancillariidae i Bellolividae, oraz włączając do Olividae rodzaj Olivella wcześniej zaliczany do rodziny Olivellidae, którą zdegradowano do podrodziny (Olivellinae). Obecnie do rodziny oliwek zalicza się 5 podrodzin z następującymi rodzajami:
- Agaroniinae Olsson, 1956
  - Agaronia J.E. Gray, 1839
- Calyptolivinae Kantor, Fedosov, Puillandre, Bonillo & Bouchet, 2017
  - Calyptoliva Kantor & Bouchet, 2007
- Olivancillariinae A.N. Golikov & Starobogatov, 1975
  - Olivancillaria d’Orbigny, 1841
  - Pseudolivella Glibert, 1960 †
- Olivellinae Troschel, 1869
  - Callianax H. Adams & A. Adams, 1853
  - Cupidoliva Iredale, 1924
  - Olivella Swainson, 1831
  - Pachyoliva Olsson, 1956
- Olivinae Latreille, 1825
  - Felicioliva Petuch & Berschauer, 2017
  - Oliva Bruguière, 1789
  - Recourtoliva Petuch & Berschauer, 2017
  - Vullietoliva Petuch & Berschauer, 2017

oraz jeden wymarły rodzaj nieprzypisany do żadnej z podrodzin:
- Tortoliva Conrad, 1865 †

Rodzajem typowym rodziny jest Oliva.